# Противостояние (серия игр)
Не следует путать c серией игр Sudden Strike.
«Противостояние» — российское название ряда компьютерных игр в жанре стратегии в реальном времени, разработанных компаниями «Наши игры» «Fireglow Games» и «Red Ice». Торговая марка «Противостояние» ныне принадлежит компании «Руссобит-М».
Изначально в 1997 году компаниями «Наши игры» и «ДОКА Медиа» была выпущена игра «Противостояние» (за рубежом известная под названием «Counter Action»).
Затем компанией «Fireglow Games», основанной бывшими сотрудниками компании «Наши игры», были выпущены игры Sudden Strike и Sudden Strike 2.
Впоследствии под названием «Противостояние 3» и «Противостояние 4» в России компания «Руссобит-М» распространяла локализации игр Sudden Strike и Sudden Strike 2, что создало некоторую путаницу.
С 2002 года в России 2D серия игр «Противостояние» развивается и поддерживается разработчиками «Red Ice». Эксклюзивными правами на издание и распространение игр серии «Противостояние» в России и СНГ обладает собственник торговой марки — компания «Руссобит-М».
- «Противостояние» (Counter Action) (1997) Разработчик компания «Наши игры».
  - «Противостояние. Опалённый снег» (1998)
- «Противостояние 3» (Sudden Strike) (2000). Разработчик компания «Fireglow Games».
  - «Противостояние 3: Война продолжается» (Sudden Strike Forever) (2001) — дополнение.
  - «Противостояние 3: Второе дыхание» — модификация для дополнения «Война продолжается». Разработчик «Руссобит-М».
- Противостояние 4 (Sudden Strike 2) (2002). Разработчик компания «Fireglow Games».
- Противостояние. 3D. Перезагрузка (Warfare Reloaded) (2010). Разработчик компания «GFI».

### Игры, созданные «Red Ice»
- Противостояние: Азия в огне Cold War Conflicts (2004)
- Противостояние: Война в заливе Gulf War (2004)
- Противостояние: Битва за чёрное золото (2005)
- Противостояние: Европа 2015 (2008)
- Противостояние: Принуждение к миру (2008)

## Конфликт сFireglow Games
Существует разногласие об авторских правах между компанией Fireglow Games и Red Ice. По мнению PR-менеджмента компании Fireglow Games некоторые игры серии «Противостояние» незаконно используют интеллектуальную собственность (код и графику), принадлежащую Fireglow Games.